# 竹塘进士木牌坊
竹塘进士木牌坊，位于中华人民共和国浙江省金华市兰溪市女埠街道，是浙江省省级文物保护单位之一。
2017年1月13日，竹塘进士木牌坊被列入第七批浙江省文物保护单位，该文物保护单位是一座古建筑。